# آرنو بروکارد
آرنو بروکارد (انگلیسی: Arnaud Brocard؛ زادهٔ ۱۹ اوت ۱۹۸۶) بازیکن فوتبال اهل فرانسه است.
از باشگاه‌هایی که در آن بازی کرده‌است می‌توان به باشگاه فوتبال لانس، باشگاه فوتبال تروا، باشگاه فوتبال والنسین، و باشگاه فوتبال پاریس اف سی اشاره کرد.